# GRAND LOVE
『GRAND LOVE』（グランド・ラブ）は、日本のシンガーソングライターである玉置浩二の7枚目のオリジナル・アルバム。
1998年5月27日にファンハウスからリリースされた。ソニー・ミュージックレコーズからの移籍第一弾としてリリースされ、前作『JUNK LAND』（1997年）よりおよそ8ヶ月振りとなるオリジナル・アルバムである。全曲共に作詞・作曲を玉置が行い、一部の曲で安藤さと子が作曲を行っている他、プロデュースも玉置が単独で行っているため初のセルフプロデュース作品となった。
レコーディングは軽井沢にあるウッドストックスタジオにて行われ、ほぼ全ての楽器を玉置が担当、他にはキーボディストの安藤が参加しているのみでほぼ全ての曲が玉置と安藤の2人でレコーディングされた。音楽性としては前作でのアバンギャルドな要素は抑えられ、歌唱力を全面に出した静かなトーンの曲で構成されている。
本作からは先行シングルとして大鵬薬品工業「チオビタドリンク2000」やキリンビバレッジ「JIVE」のコマーシャルソングとして使用された「ルーキー」がシングルカットされた他、メナード化粧品「ジュピエル モイストベールN」のコマーシャルソングとして使用された「HAPPY BIRTHDAY〜愛が生まれた〜」が後にリカットされた。
本作はオリコンアルバムチャートにおいて最高位第12位となった。

## 背景
前作『JUNK LAND』（1997年）リリース後、玉置は同年9月から12月にかけて「CONCERT TOUR 1997 "JUNK LAND"」と題した全国ツアーを実施、全37公演が行われた。この頃の玉置は1996年11月29日に憩室炎で倒れて以降、健康不安を抱えるようになり、東京で音楽を続けていく事に限界を感じていた。
1998年に入り、2月2日に玉置は初めて軽井沢にあるウッドストックスタジオを訪れていた。このスタジオを訪れる切っ掛けとなったのは、かつて坂本九のプロデューサーであった金子洋明からの勧めであった。金子は軽井沢にリハーサルスタジオを建設する予定であり、下見に行った際にウッドストックスタジオを訪れ、中に入った瞬間に玉置に相応しい場所であると感じた事から玉置に同スタジオを勧める事となった。スタジオを訪れた玉置は「わあ、最高だ」と気に入ったため、近所の1LDKのマンションを借りて同地でのレコーディングを進める事となった。

## 録音、制作
本作のレコーディングはほぼ全て軽井沢にあるウッドストックスタジオにて行われた。前作までプロデューサーとして玉置のソロ作品に関わっていた須藤晃は前作を以て玉置との共同作業から離れる事となったため、本作には参加していない。そのため、本作は玉置による初の完全なセルフプロデュース作品となり、キーボーディストの安藤さと子との共同作業で制作された。
本作は玉置プロデュースによる安藤のソロアルバム『A Little Seed Of One Big Tree』と併行して作業が進められた。安藤は本作のレコーディングの合間を縫ってソロアルバムの制作を行っており、玉置が安藤の作曲センスに好意的であったため実現する事となった。安藤は「まさか40過ぎになってアルバムが出せるなんて思ってなかった」と述べている。この事に関して玉置浩二の自伝本『玉置浩二 幸せになるために生まれてきたんだから』において志田歩は、ジョン・レノンのアルバム『ジョンの魂』（1970年）とプラスティック・オノ・バンドの時期を思い出させると述べている。
同時期に玉置は安藤の制作する曲に惚れ込んでおり、本作収録曲の内「願い」と「ワルツ」は作曲に安藤が携わっている。「願い」はほぼすべて安藤が作曲しており、玉置のそれまでのキャリアの中で作詞ではなく作曲を他者と共作した初の楽曲となった。かつて安全地帯のシングル「ワインレッドの心」（1983年）の制作時に周囲のスタッフが作曲を井上陽水に依頼する提案をした際に、玉置は「曲は俺が自分で作る。それができないんならバンド辞めて北海道に帰ります」とまで言い放ち、曲に関しては他者に委ねる事は一切なかったが、本作において初めてそれらが実現する事となった。また、「ワルツ」に関しては完全に安藤単独での作曲となっており、玉置が完全に他者に作曲を委ねたのは全キャリアにおいて初の事であった。

## リリース、ツアー
本作は1998年5月27日にファンハウスよりCDにてリリースされた。本作からは先行シングルとして同年5月21日に大鵬薬品工業「チオビタドリンク2000」やキリンビバレッジ「JIVE」のコマーシャルソングとして使用された「ルーキー」がシングルカットされた他、10月3日にメナード化粧品「ジュピエル モイストベールN」のコマーシャルソングとして使用された「HAPPY BIRTHDAY〜愛が生まれた〜」がリカットされた。本作収録曲である「BELL」はキリンビバレッジ「JIVE」のコマーシャルソングとして使用された。
本作を受けてのツアー「Concert Tour 1998 "GRAND LOVE"」は同年9月17日の和光市民文化センターから12月13日の東京国際フォーラムまで実施された。このツアーの模様は1999年2月24日にライブビデオ『"GRAND LOVE" A LIFE IN MUSIC』としてリリースされた。
2018年8月15日にはBlu-spec CD2、紙ジャケット仕様でソニー・ミュージックダイレクトのGT musicレーベルより再リリースされた。

## 批評、チャート成績
| 専門評論家によるレビュー | 専門評論家によるレビュー |
| レビュー・スコア         | レビュー・スコア         |
| 出典                     | 評価                     |
| ------------------------ | ------------------------ |
| CDジャーナル             | 肯定的                   |
| TOWER RECORDS ONLINE     | 肯定的                   |

本作の音楽性に関しては肯定的な意見が挙げられており、音楽情報サイト『CDジャーナル』では、前作がエキセントリックな作品であった事を指摘した上で、本作は「ソフトでマイルドな楽曲がズラリと並ぶ」と述べ、「前回のぶっ飛びぶりについていけなかったファンも、今回は安心して聴けそう」と肯定的に評価した。音楽情報サイト『TOWER RECORDS ONLINE』では、玉置の生活の拠点が軽井沢に移転した事やレコード会社の移籍などにより「今までの環境を大きく変え制作されたアルバム」と指摘した上で、「歌唱力を全面に押し出した落ち着いたトーンの曲が多く収録され、新たなステージの扉を開けた作品」と称賛した。
本作はオリコンアルバムチャートにおいて最高位第12位の登場週数4回となり、売上枚数は4.8万枚となった。本作の売り上げ枚数は玉置のアルバム売上ランキングにおいて第8位となっている。2022年に実施されたねとらぼ調査隊による玉置のアルバム人気ランキングでは第11位、2023年に実施された同ランキングでは第12位、2024年に実施された同ランキングでは第10位となった。

## 収録曲
- CDブックレットに記載されたクレジットを参照[24]。

| #         | タイトル                           | 作詞      | 作曲                 | 編曲               | 時間  |
| --------- | ---------------------------------- | --------- | -------------------- | ------------------ | ----- |
| 1.        | 「願い」                           | 玉置浩二  | 玉置浩二、安藤さと子 | 玉置浩二           | 3:18  |
| 2.        | 「DANCE with MOON」                | 玉置浩二  | 玉置浩二             | 玉置浩二           | 3:43  |
| 3.        | 「ルーキー」                       | 玉置浩二  | 玉置浩二             | 玉置浩二           | 3:05  |
| 4.        | 「HAPPY BIRTHDAY〜愛が生まれた〜」 | 玉置浩二  | 玉置浩二             | 玉置浩二           | 4:41  |
| 5.        | 「GRAND LOVE」                     | 玉置浩二  | 玉置浩二             | 玉置浩二           | 3:16  |
| 6.        | 「RIVER」                          | 玉置浩二  | 玉置浩二             | 玉置浩二           | 2:28  |
| 7.        | 「カモン」                         | 玉置浩二  | 玉置浩二             | 玉置浩二           | 3:19  |
| 8.        | 「BELL」                           | 玉置浩二  | 玉置浩二             | 玉置浩二、藤井丈司 | 4:10  |
| 9.        | 「RERAX」                          | 玉置浩二  | 玉置浩二             | 玉置浩二           | 2:54  |
| 10.       | 「ワルツ」                         | 玉置浩二  | 安藤さと子           | 玉置浩二           | 2:44  |
| 11.       | 「フォトグラフ」                   | 玉置浩二  | 玉置浩二             | 玉置浩二           | 3:20  |
| 12.       | 「ぼくらは…」                      | 玉置浩二  | 玉置浩二             | 玉置浩二           | 2:47  |
| 合計時間: | 合計時間:                          | 合計時間: | 合計時間:            | 合計時間:          | 39:45 |

## スタッフ・クレジット
- CDブックレットに記載されたクレジットを参照[25]。

### 参加ミュージシャン
- 玉置浩二 – ボーカル、バッキング・ボーカル、アコースティック・ギター、エレクトリック・ギター、ベース、ドラムス、パーカッション、キーボード（2, 4, 9, 10曲目）
- 安藤さと子 – キーボード、コーラス（4曲目）
- カルロス菅野 – パーカッション（8曲目）
- 藤井丈司 – リズム・プログラミング（8曲目）
- 佐野聡 – トロンボーン（9曲目）、バスフルート（9曲目）

### 録音スタッフ
- 玉置浩二 – プロデューサー
- 金子文枝 (WHITE HOUSE) – ディレクター
- 永川“Naggie”タカシ（ファンハウス） – アシスタント・ディレクター
- 長島道秀 (birdie house) – レコーディング・エンジニア、ミキシング・エンジニア
- 藤田厚生 (birdie house) – マスタリング・エンジニア
- 藤原成文（ソニー・ミュージックエンタテインメント） – レコーディング・エンジニア（4, 9曲目）
- 田中邦明（セディックスタジオ） – レコーディング・エンジニア（8曲目）
- 松尾順二（ソニーミュージックエンタテインメント） – レコーディング・エンジニア（12曲目）
- 高松明治 – アシスタント・エンジニア
- 村田コウジ – アシスタント・エンジニア
- 田中知之 – アシスタント・エンジニア
- 筧“Bin”敏彦 – エキップメント・テクニシャン
- 金子オフィス玉置プロジェクト – マネージメント・オフィス
- 中原和宏（ファンハウス） – アーティスト・プロモーション
- 古川ひろし（ファンハウス） – セールス・プロモーション

### 美術スタッフ
- 山本“kocho”晃 (INDEX) – アート・ディレクション
- 川本“kyohtoh”みちえ (INDEX) – デザイン
- 吉田恒星 – 写真撮影
- 征矢直行 – コンピュータグラフィックス
- 引田和幸 – アートワーク・コーディネーション

### 制作スタッフ
- 金子洋明（金子洋明オフイス） – エグゼクティブ・プロデューサー
- 新田和長（ファンハウス） – エグゼクティブ・プロデューサー
- 須藤晃（カリントファクトリー） – スペシャル・サンクス
- 中沢慎太郎（ソニー・ミュージックエンタテインメント） – スペシャル・サンクス
- 甲斐敏夫（ソニー・ミュージックエンタテインメント） – スペシャル・サンクス
- 村松“Yoshi-Chang”嘉久 – 「ルーキー」作詞補
- 山下昭和 – スペシャル・サンクス
- たぐちのぶあき – スペシャル・サンクス
- ひさむねなおき – スペシャル・サンクス
- 倉敷市 – スペシャル・サンクス
- ISHIKAWA-SAN – スペシャル・サンクス
- T-YANAGISAWA'S FOOD – スペシャル・サンクス
- TAKADA-CHANG – スペシャル・サンクス
- MIMURO-CHANG of WOODSTOCK – スペシャル・サンクス
- RIGHT STAFF GIRLS – スペシャル・サンクス
- SOUND CREW – スペシャル・サンクス

## チャート
| チャート         | 最高順位 | 登場週数 | 売上数  | 出典        |
| ---------------- | -------- | -------- | ------- | ----------- |
| 日本（オリコン） | 12位     | 4回      | 4.8万枚 | [ 2 ] [ 3 ] |

## リリース日一覧
| No. | リリース日    | レーベル                                 | 規格         | カタログ番号 | 備考                   | 出典          |
| --- | ------------- | ---------------------------------------- | ------------ | ------------ | ---------------------- | ------------- |
| 1   | 1998年5月27日 | ファンハウス                             | CD           | FHCF-2417    |                        | [ 18 ] [ 19 ] |
| 2   | 2018年8月15日 | ソニー・ミュージックダイレクト／GT music | BSCD2        | MHCL-30525   | 紙ジャケット仕様       | [ 26 ] [ 27 ] |
| 3   | 2018年8月15日 | ソニー・ミュージックダイレクト           | AAC-LC       | -            | デジタル・ダウンロード | [ 28 ]        |
| 4   | 2018年8月15日 | ソニー・ミュージックダイレクト           | ロスレスFLAC | -            | デジタル・ダウンロード | [ 29 ]        |